# Harenahalli, Chiknayakanhalli
Harenahalli là một làng thuộc tehsil Chiknayakanhalli, huyện Tumkur, bang Karnataka, Ấn Độ.